# Pseudodexia longicornis
Pseudodexia longicornis är en tvåvingeart som först beskrevs av Jacques-Marie-Frangile Bigot 1889.  Pseudodexia longicornis ingår i släktet Pseudodexia och familjen parasitflugor. Inga underarter finns listade i Catalogue of Life.